# 芦屋浜シーサイドタウン
芦屋浜シーサイドタウン（あしやはまシーサイドタウン）とは、1972年3月に策定された「芦屋浜埋立地構想・計画」に基づき建造された兵庫県芦屋市の集合住宅群である。新日本製鐵、竹中工務店、高砂熱学工業、松下電工、松下興産といった大企業がチームとして建設に参加した。特に敷地中央に位置する高層住宅はその独特なデザインと工法から画期的な建築として知られている。総戸数3,381戸、総床面積34万平方メートル、総延人員70万人、総費用480億円の大事業であった。1979年7月に竣工。芦屋浜団地、芦屋浜高層住宅とも呼ばれる。1981年第22回日本建設業連合会BCS賞受賞。

## 経緯

### 芦屋浜の埋め立て
1960年代は、戦後復興から都市開発への移行期であり、各地でニュータウンの開発が進められていた。芦屋市でも海岸地区の埋め立てによる居住区拡充を計画した。海を埋め立てて住宅都市を建設する構想は、当時は全国的にも稀な例であった。開発面積が芦屋市の4分の1にあたる大事業のため兵庫県が事業主体となった。兵庫県企業局（現・企業庁）は1969年から1975年にかけて、芦屋浜地区に総面積約125ヘクタール（約38万坪）の埋立事業を行った。
芦屋市は1951年に国際文化住宅都市建設法を制定し、街づくりの指針としていた。1971年、これをもとにして芦屋市総合計画を策定し、芦屋浜埋立地の利用について良質な住宅と良好な住環境を整備した街づくりの基本方針が立てられた。兵庫県企業局と芦屋市の間で協議が重ねられ、1972年3月、芦屋浜埋立地利用をより具体化するための「芦屋浜埋立地構想・計画」がまとめられた。建設省の意向もあり、この埋立地中央部の高層住宅地区（約20ヘクタール）について設計競技（コンペティション）が行われることになった。

### コンペティション
建設省、兵庫県、芦屋市、日本住宅公団（現・都市再生機構）、兵庫県住宅供給公社、日本建築センターの6団体が主催者となり、1972年2月に募集が行なわれた。このコンペティションでは、工業化工法の開発、建設費のコストダウン、総合的な街づくりに重点がおかれ、さらに建築後の継続的な管理も求められたため、複数の企業がグループとなって応募する形となった。結果として127の企業、22グループからの応募があり、新日本製鐵、竹中工務店、高砂熱学工業、松下電工、松下興産から構成されるASTM企業連合が当選した。ASTMとは、芦屋市と上記各企業の頭文字から取った頭字語である。実際の事業にあたって、上記5社はASTM共同企業体を設立した。また、完成後の管理事業を担当するための株式会社アステムも設立された。
1976年1月より建築が開始され、1979年3月より竣工に先駆けて入居開始となった。1979年7月に竣工した。埋立地における高層建築につき、地下32–39メートル、計2,307本の杭が打ち込まれた。

## 特徴

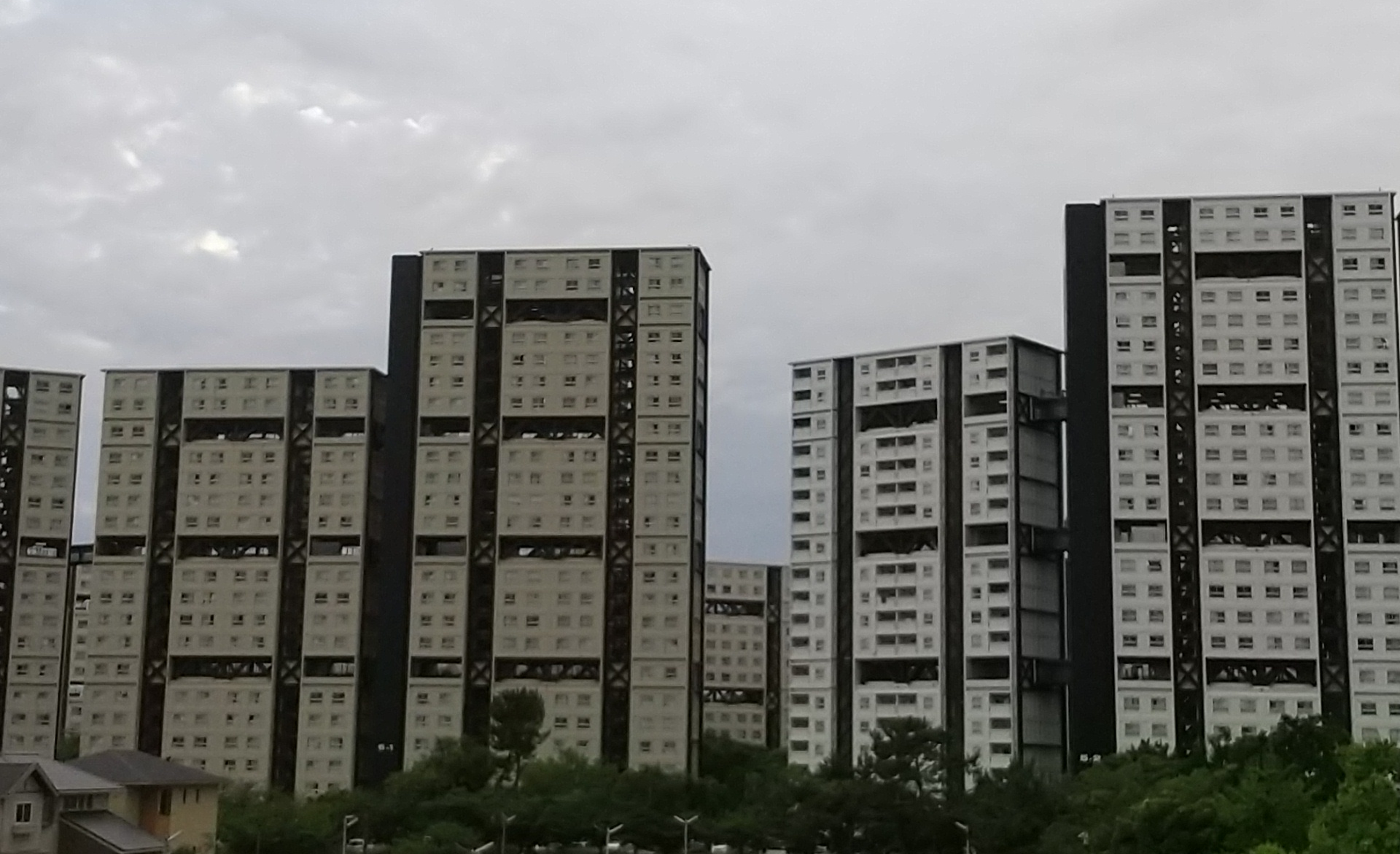
林立する高層住宅

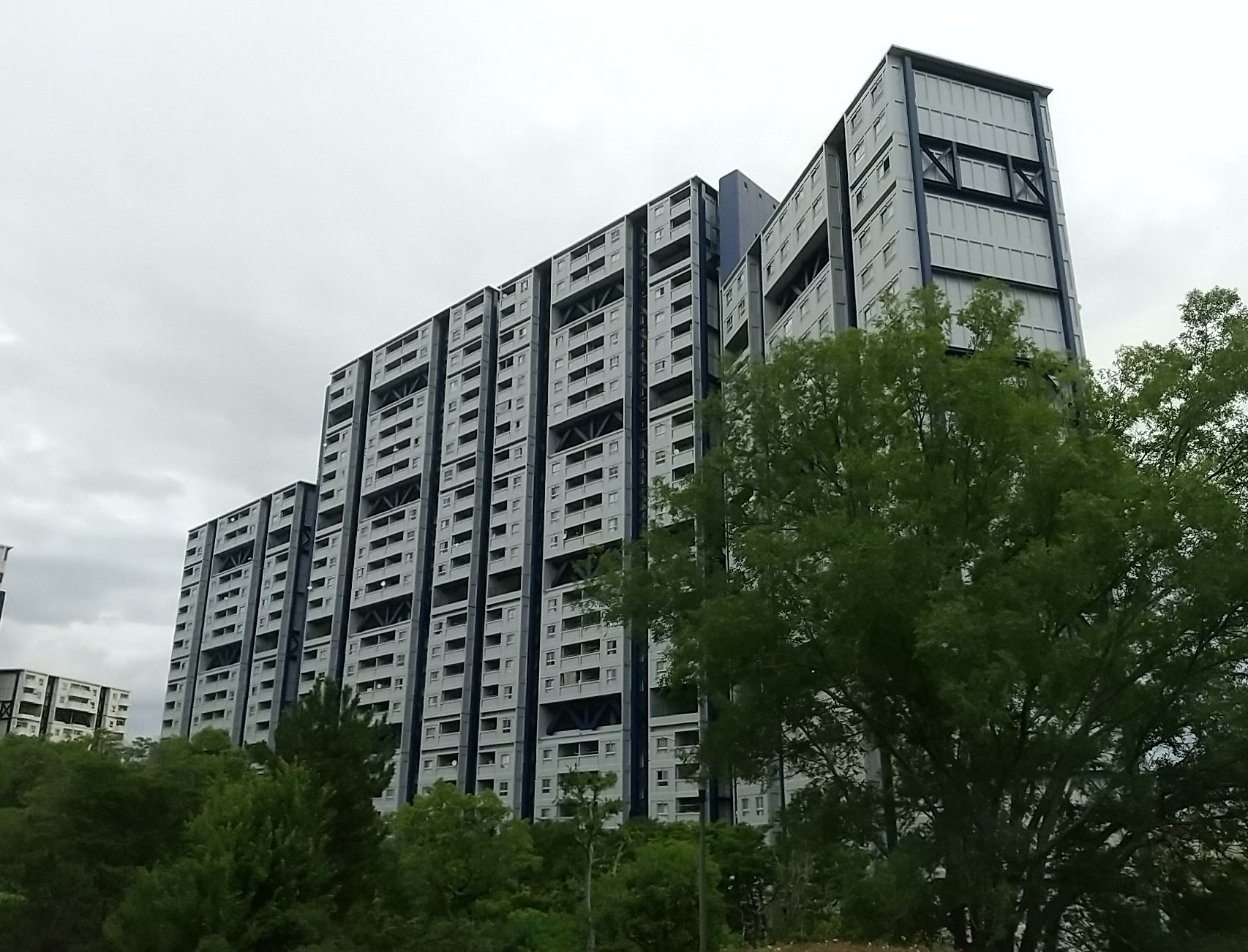
5フロアごとに吹き抜け構造となっている

建築の際立った特徴として、階段室部分を柱、5階ごとの共用階部分を梁とした巨大な鉄骨ラーメン構造を採用したことが挙げられる。この巨大な構造体に、工場で作ったプレキャストコンクリート製住居ユニットをはめ込む。この工法により住居内には梁がなく、間取りが自由で広く使用できるメリットが生まれた。
上記構造につき、エレベーターは共用階にのみ停止し、住居へ至るためには停止階から上方または下方に階段で移動することとなる。共用階は水平方向の吹き抜け構造となっている。
高層住宅地区全体を対象に、地域暖房給湯システムが導入された。防災については地区管理センターで住戸内各室および共用部分の監視制御を行い、火災信号は消防署へ、エレベーター故障信号はエレベーターメーカーのサービス部門に通報される。芦屋浜全域で真空ごみ収集システムを整備しており、高層住宅地区では日々のごみは、各棟の共用階と1階に設置されたごみ投入口からボトムバルブ室に蓄えられた後に、1日4回真空ごみ搬送パイプによって埋立地南東の焼却場に自動搬送される。
緑地率は42.5％であり、地区内に広場・緑道・公園を備え、自然との触れ合いが可能な設計とされた。歩道と車道が分離していることも特徴である。

### アンケート
1982年に住民に対して行われたアンケートによれば、長所として、緑が多い、日当たりがよい、景色が良い、車道と歩道の分離、また保育所、学校、スーパーなどが近いこと、大阪や神戸に近く、その割に住宅価格が安いことが挙げられた。短所として、階段の上り下りがきつい、窓の構造が掃除に不便、給湯の問題、自転車置き場不足、集会所不足が挙げられた。

## 竣工直前のトラブル
竣工直前、教育問題に関して芦屋市と兵庫県の間で対立が生じた。1979年1月、芦屋市は県への抵抗として、シーサイドタウンへの給水の停止、ごみ処理装置の利用停止を行ったほか、地区の学校を開校させないなどの措置を取った。道路も未完成でショッピングセンターも開店していない状態であった。同年3月、兵庫県と兵庫県住宅供給公社は神戸地方裁判所尼崎支部に仮処分申請を行った。芦屋市の姿勢は軟化しないまま同年3月15日の入居開始となり、新住民は「水なし、足なし、学校なし、食料品なし」という多大な迷惑をこうむる形となった。入居者らが主体となって働きかけを行い、裁判所の調停で和解が成立し、シーサイドタウンは徐々に正常に機能するようになった。このトラブルは、地域住民組織の形成を促す大きな要因となり、1979年6月には早くも「芦屋浜住民連絡協議会」が発足した。